# Protonibea diacanthus
Protonibea diacanthus är en fiskart som först beskrevs av Lacepède 1802.  Protonibea diacanthus ingår i släktet Protonibea och familjen havsgösfiskar. Inga underarter finns listade i Catalogue of Life.